# 러시아 국립 경영대학교
러시아 국립 경영대학교(러시아어: Государственный университет управления)는 러시아 모스크바에 있는 대학교이다. 1919년에 설립되었고 독립국가연합(CIS)에서 최고의 경영대학 중 하나로 평가받고 있다. 오늘날 러시아 최고의 경영 교육의 중심지이기도 하다. 250명 이상의 교수와 12개의 학술회, 특히 러시아 과학학술회(Russia Academy of Science)가 대학 내에 있다. 

## 학부
러시아 국립 경영대학교에는 다양한 분야와 관련된 14개의 학과가 있다.
- 산업, 에너지 및 건설에 대한 경영학부
- 관광산업 및 국제무역에 대한 경영학부
- 경제경영혁신학부
- 금융경영 및 세금행정학부
- 사회영역에서의 경영 및 사업학부
- 마케팅학부
- 러시아-네덜란드 마케팅 학부
- 링고커뮤니케이션 경영 및 외국어학부
- 공공영역 및 비즈니스에서의 사원교육학부
- 석사학위과정
- 교원 및 연구원 훈련 기관
- 오브닌스크 국립 경영 대학교 산하기관
- 재훈련 및 교직원 고등훈련센터
- 경영대학원 과정